# Szojka Ferenc Stadion
A Szojka Ferenc Stadion Nógrád vármegye legnagyobb stadionja, 7000 fős kapacitással. A pályát 1924. július 27-én adták át Kohász stadion néven, ekkor költözött bele a Salgótarjáni Sport Egylet (SSE, a rövidítés kiejtéséből jött a pálya beceneve, a "Sese"). A stadion 2007. szeptember 1-jén kapta meg az SBTC (Salgótarjáni Bányász Torna Club) híres játékosának, Szojka Ferencnek a nevét.

## Története
A pályát 1924-ben építették fel a Dolinka pihenőpark területén, majd július 27-én történt meg a hivatalos átadása Kohász stadion néven, ekkor költözött bele a Salgótarjáni Sport Egylet (SSE). A pálya ekkor még kezdetleges volt, két oldalt fa szurkolói lelátók voltak, a focipálya maga fekete salakkal volt borítva, a futópálya pedig rövidebb volt a megszokottnál.
1942. augusztus 1. és 2. között itt rendezték meg a Rimai Coalitio által másodszor szervezett Rima Olimpiát, aminek köszönhetően felújításokat végeztek a pályán. Többek közt egy 375 méteres futópályát készítettek, ami viszont egy építési hiba miatt csak 373,9 méter hosszú lett.
A pályát az 1950-es években ismét felújították, ekkor bővült a futópálya 400 méteresre, illetve ekkor gyepesítették a focipályát és adták át az új lelátókat. 1961 júniusában egy új klubházat is építettek a területére. A pályát ekkoriban főleg az SSE szakosztályai használták, de például az 1956-ban Magyarországon rendezett U18-as labdarúgó-Európa-bajnokságból két mérkőzést is (Bulgária-Anglia és Románia-Lengyelország) itt tartottak meg. 1972. szeptember 27-én pedig szintén itt fogadta az UEFA-kupa kerétében a Salgótarjáni BTC az AÉK Athént, 8000 néző előtt.
1982. február 27-én újabb felújításra kötöttek szerződést, melynek része volt egy a téli edzéseket biztosító futófolyosó építése is, három millió forintból. Ennek eredeti átadását november 7-re tervezték, azonban költségvetési gondok miatt végül egy évvel elhalasztották, és végül 1983. november 7-re készült el. A 60 méteres, háromsávos pálya létrehozása mellett kiszélesítették a focipályát, illetve korszerű világítási és fűtési technikával, valamint fotocellás időmérővel szerelték fel.
A 2000-es évek elejére a pálya magánkézbe került, csupán az atléták edzettek ott, míg a Salgótarján-Baglyasalja FC (SBFC) bele nem költözött, ekkor ismét rendbetették az épület területét. Azonban a pálya őrzésére nem volt elég pénze a klubnak, így 2007 és 2008 között háromszor is kirabolták a stadion öltözőit.
Ez idő alatt, 2007. szeptember 1-jén vette fel a pálya Szojka Ferenc egykori válogatott labdarúgó nevét. Az SBFC kivonulása után, 2011-ben az SBTC vette birtokba, mivel a klub tóparti pályája felújítás alatt volt. Ekkor az önkormányzat tette rendbe a pályát és a klubházat, illetve körbekerítették a területet.
2023-ban a megnövekedett energiaárak miatt a stadion fenntartása a tizenegyszeresére növekedett, ami túl nagy teher lett az SBTC számára, így februárban a klubbot átköltöztették a Öblös-pályára, ahol a Magyar Labdarúgó-szövetség előírásai miatt csak zárt kapuk mögött játszhattak.
Az így elnéptelenedett pályát március közepén ismét kifosztották, egymillió forint értékben loptak el épületgépészeti eszközöket, köztük vezetékeket.
2023. júniusában a stadion felkerült eladásra az Otthon Centrum nevű ingatlanos portál oldalán, a pályát 336 millió 546 ezer forintért hirdették.